# Daniel Rossi
Daniel Rossi Silva (* 4. Januar 1981 in Rio Claro) ist ein ehemaliger brasilianischer Fußballspieler.

## Karriere
Daniel begann seine Karriere bei FC São Paulo. 2000 unterschrieb er einen Vertrag beim japanischen Erstligisten Kawasaki Frontale. 2000 erreichte er das Finale des J.League Cup. Danach spielte er bei Avaí FC und FC São Paulo. 2007 wechselte er zum tschechischen Erstligisten SK Sigma Olmütz. Für dem Verein bestritt er 133 Erstligaspiele und schoss dabei acht Tore. 2011 erreichte er das Finale des Tschechischer Fußballpokal. 2012 gewann er mit dem Verein den Tschechischer Fußballpokal. 2013 wechselte er zu FK Jablonec. 2013 gewann er mit dem Verein den Tschechischer Fußballpokal. 2015 wurde er mit dem Verein Tabellendritter der Synot Liga. 2015 und 2016 erreichte er das Finale des Tschechischer Fußballpokal. 2016 beendete er seine Karriere als Fußballspieler.

## Erfolge
São Paulo
- Torneio Rio-São Paulo: 2001
- Staatsmeisterschaft von São Paulo: 2005
- Copa Libertadores: 2005

SK Sigma Olmütz
- Tschechischer Pokalsieger: 2011/12

FK Jablonec
- Tschechischer Pokalsieger: 2012/13